# Fumana laevipes
Espèce
Fumana laevipes est une plante herbacée méditerranéenne de la famille des Cistacées.

## Synonymes
- Anthelis laevipes (L.) Rafin.
- Cistus glaucophyllus Lam.
- Cistus glaucus Salisb.
- Cistus laevipes L.
- Fumanopsis laevipes (L.) Pomel
- Helianthemum laevipes (L.) Moench